# Latin American and Caribbean Economic Association
La Latin American and Caribbean Economic Association, también conocida por sus siglas LACEA (en español: Asociación de Economía de América Latina y el Caribe) es una asociación internacional de economistas con intereses comunes de investigación en Latinoamérica adscrita a la Allied Social Sciences Association. Esta fue fundada en julio de 1992, para promover la interacción profesional y el diálogo entre investigadores cuyo trabajo se enfoca en las economías de Latinoamérica y el Caribe.
Desde 1996, sus encuentros anuales reúnen a académicos, estudiantes y hacedores de política con el fin de discutir artículos de investigación y escuchar a ponentes invitados quiénes presentan los últimos hallazgos académicos en desarrollo económico y social. De igual modo, LACEA fomenta diversas redes de investigación, publica la revista académica Economía y administra el repositorio digital LACER-LACEA. 
Actualmente la asociación cuenta con más de 1000 miembros activos, lo cual la posiciona como la segunda mayor asociación de economistas a nivel mundial, después de la Asociación Americana de Economía (American Economic Association AEA).
LACEA se financia principalmente a ravés de las contribuciones voluntarias de sus miembros y de organizaciones internacionales como el Banco Interamericano de Desarrollo (BID), el Banco Mundial, el Banco de Desarrollo Latinoamericano (CAF), el Fondo Monetario Internacional (FMI) y la Red de Desarrollo Global.

## Historia
LACEA fue fundada en 1992 para facilitar el intercambio de ideas entre economistas y policymakers quiénes centran su trabajo en las economías de Latinoamérica y la región del Caribe.[cita requerida]
La idea de crear una asociación regional de economistas fue propuesta durante las reuniones de la Asociación de Estudios Latinoamericanos (LASA) en Washington D. C. en abril de 1991. A partir de este momento se conformó un comité de organización que realizó las labores necesarias para conformar dicha asociación y tras crearla solicitó su incorporación a la Asociación Científica Social Aliada (ASSA). Más de cien economistas de toda la región fueron invitados y aceptados como miembros fundadores de LACEA.[cita requerida]
El 1 de julio de 1994 los miembros fundadores aprobaron oficialmente los estatutos de la asociación y su Comité Ejecutivo. En este han participado reconocidos economistas de la región, entre los que se destacan investigadores de alto nivel y ministros de economía.[cita requerida]
La presidencia de LACEA ha estado a cargo de los siguientes economistas:
| Años      | Nombre                   | Nacionalidad                         |
| --------- | ------------------------ | ------------------------------------ |
| 1996-1997 | Albert Fishlow           | Estados Unidos de América            |
| 1998-1999 | Nora Lustig              | Argentina                            |
| 2000-2001 | Guillermo Calvo          | Argentina, Estados Unidos de América |
| 2002-2003 | Sebastián Edwards        | Chile                                |
| 2004-2005 | Mariano Tomassi          | Argentina                            |
| 2006-2007 | Andrés Velasco           | Chile                                |
| 2008-2009 | Mauricio Cárdenas        | Colombia                             |
| 2010-2011 | Ricardo Hausmann         | Venezuela                            |
| 2012-2013 | Roberto Rigobón          | Venezuela                            |
| 2014-2015 | Eduardo Engel            | Chile                                |
| 2016-2017 | Eduardo Lora             | Colombia                             |
| 2018-2019 | Santiago Levy Algazi     | México                               |
| 2020-2021 | Raquel Fernández         | Estados Unidos de América            |
| 2022-2023 | Francisco Ferreira       | Brasil                               |
| 2024-2025 | Marcela Eslava (elegida) | Colombia                             |

## Encuentros anuales de LACEA
El Encuentro Anual de LACEA es una conferencia académica anual de la Asociación. Esta se organiza en cooperación con organizaciones e instituciones locales de los países miembros, lo cual permite el intercambio de ideas entre economistas y los actores políticos de la región.
Usualmente las reuniones anuales de LACEA se realizan en una Universidad anfitriona con la cooperación de la Econometric Society. El objetivo principal de estas reuniones es animar el debate en asuntos económicos pertinentes para la región, donde becarios principales, académicos, hacedores de política, directivos de instituciones financieras internacionales y economistas del sector privado participan activamente.
En 2010, más de 300 expertos en economía atendieron la reunión de LACEA y presentaron cerca de 280 artículos durante los tres días de conferencia. En 2011 las presentaciones aumentaron a cerca de 300 artículos de investigación, en 2015 la participación se incrementó hasta los 500 expertos internacionales que presentaron más de 400 artículos de investigación y para 2016 ya asistían cerca de 850 expertos de la región que presentaron más de 360 investigaciones originales. Esta tendencia ha logrado posicionar a LACEA como la mayor asociación de economistas de América Latina y la segunda a nivel mundial después de la Asociación Americana de Economía (American Economic Association AEA) y definir a sus reuniones anuales como los eventos académicos más importantes de la región en materia económica y el epicentro para discutir la realidad socioeconómica y las perspectivas de América Latina.
Además de los encuentros anuales, LACEA organiza conferencias de las redes académicas que promociona, entre las cuales se encuentran: la Red sobre Desigualdad y Pobreza (NIP); el Grupo de Economía Político (PEG); la Red de Comercio, Integración y Crecimiento (TIGN); la Red de Evaluación del Impacto (IEN); el Taller en Finanzas y Economía Internacionales (IE&F); la Red de Trabajo (LN); la Red de América Latina sobre Delito y Política (AL CAPONE); y la Red de Historia Económica.

## Publicaciones de LACEA
LACEA edita la revista Economía, la cual se publica de forma semestral a través de Brooking Press desde el año 2000. Economía contiene artículos de investigación revisados por pares, los cuales cubren una amplia gama de temas en economía aplicada y empírica. Actualmente Economía se encuentra indexada por bases de datos y repositorios especializados tales como JSTOR y ScienceDirect. En 2016 la revista obtuvo un Índice h de 22 puntos, un factor de impacto de 0.69 y un Índice F de 0.75.[cita requerida]

## LACEA en los medios
Entre los temas que generalmente aborda LACEA se encuentran:
- Crimen y sustancias psicoactivas. Red de América Latina sobre Delito y Política.[29]
- Perspectivas de la economía mundial y su impacto en América Latina.[30][31][32][33]
- Relaciones intersectoriales de producción.[34]
- Impacto del deterioro medioambiental sobre la economía y la población.[35]
- Política monetaria y perspectivas de inflación.[36]
- Academia y desarrollo de la ciencia económica.[37]

Por otro lado, la asociación administra el sitio Vox.LACEA, el cual es un centro de recursos en línea que busca promover la diseminación de la investigación y el análisis de la política por medio de artículos de investigación, entrevistas y debates con académicos líderes de la región. La audiencia pretendida es de economistas de todos los  niveles de experiencia que trabajan en gobiernos, organizaciones internacionales, universidades y el sector privado.